# Hein Jordans
Heinrich Jacobus Maria (Hein) Jordans (Venlo, 24 september 1914 – Sint-Michielsgestel, 4 september 2003) was een Nederlandse dirigent.
Hij was zoon van muziekleraar Theodor Jordans en Johanna Cornelia Franssen. Hijzelf was getrouwd met Maria Jacoba (Jacqueline) Dassen, een nicht van beeldhouwer Charles Vos.
Zijn eerste muziekleraar was zijn vader die hem onderwees op viool, piano, altviool en in muziektheoretische vakken. Hij werd vervolgens als pianist opgeleid aan het Conservatorium van Amsterdam (diploma 1938) door Willem Andriessen, maar studeerde ook altviool en klarinet. Hij ontwikkelde zich vervolgens van pianoleraar tot dirigent door een zomercursus te volgen bij Herbert Albert en Clemens Krauss in Salzburg. In 1938 werd hij aangesteld als violist bij het Stedelijk Orkest Maastricht en kreeg een directie-opleiding van haar dirigent Henri Hermans. Hij leidde vervolgens koren en orkesten in de zuidelijke provincies en werd tweede dirigent van de orkest van Maastricht en Arnhem en was vanaf 1945 enige tijd tweede dirigent van het Concertgebouworkest. In het seizoen 1945-1946 trad hij op als vervanger van de zieke Eduard Flipse bij het Rotterdams Philharmonisch Orkest. In 1949 werd hij benoemd tot dirigent van Het Brabants Orkest, dat daarvoor als een klein ensemble was begonnen. Dit orkest groeide onder zijn leiding van minder dan 20 musici tot 70 musici. Ondertussen verzorgde hij gastdirecties. Tot 1979 – het jaar waarin hij 65 jaar werd – bleef hij de vaste dirigent van Het Brabants Orkest. Hij was ook enige tijd leider van het Overijssels Philharmonisch Orkest.
Hij was Ridder in de Kroonorde van België (1965).
- Gemeinsame Normdatei: 130326801
- International Standard Name Identifier: 0000 0000 2068 5116
- MusicBrainz: ccc0b2bd-f859-4d48-a217-1a11341c5e9f
- Nederlandse Thesaurus van Auteursnamen: 157188566
- Virtual International Authority File: 23243736
- WorldCat: E39PBJB8v3dkvYgxQjXYrJPbBP